# 미쓰미 미사토
미쓰미 미사토(일본어: みつみ 美里) 혹은 미츠미 미사토는 일본의 게임 크리에이터(원화가)이다. 릿쇼 대학 경제학부 전공. 주식회사 아쿠아플러스 산하 리프 도쿄 개발실 소속.

## 약력과 활동
- 1991년부터 동인 서클 Cut a Dash를 주재했다.
- 대학 3학년 재학 중 유한 회사 아이데스(アイデス, 현 F&C)에서 아르바이트로 근무, 졸업 후 정식으로 입사하여 칵테일 소프트 소속이 되었다.
- 기록상의 공식 상업계 데뷔는 1996년의 '캉캉바니 프르미에르 2(きゃんきゃんバニー プルミエール2)'.
- 1997년 'Pia♥캐롯에 어서오세요!! 2'로 본격적인 데뷔했다.
- 1998년 아이데스 퇴사, AQUAPLUS 산하 Leaf에 입사해 아마즈유 타츠키와 도쿄 개발실을 설립했다.
- 이후로 계속 Leaf 소속으로 각종 게임의 원화를 담당하고 있다.
- 2006년 '후루아니'에서 자신의 첫 풀 비디오 캐릭터 디자인을 담당했다.

## 인물
- Leaf 도쿄 개발실 소속 스크립터 후지와라 류(藤原竜 후지와라 류우[*])는 동생.
- Leaf 도쿄 개발실 소속 원화가 나카무라 타케시는 스승으로 알려져 있다.
- Leaf 도쿄 개발실 소속 원화가 아마즈유 타츠키는 최고의 동료로, 칵테일 소프트 재직 중부터 좋은 콤비 활동을 가져왔다.
- 원화가 미즈키 타쿠야는 대학 선배.
- 원화가 니시마타 아오이와는 1995년 무렵부터 사귀어 와서 서로 동인지에 투고하거나 코스프레 사진집을 낸 적도 있지만, 현재는 각자의 일에 전념하고 있다.

## 작품 목록

### 칵테일 소프트 재직 중
- 캉캉바니 프르미에르 2
- Pia♥캐롯에 어서오세요!! 2
- 캉캉바니 Primo
- 피아캐로 TOYBOX

### Leaf 재직 중
- Comic Party
- 천사가 없는 12월
- 아루루와 놀자!!
- To Heart 2
- 후리아니
- To Heart 2 AnotherDays
- 네가 부르는, 메기드의 언덕에서